# Tour de France 1908
Le Tour de France 1908, 6e édition du Tour de France, s'est déroulé du 13 juillet au 9 août 1908 sur 14 étapes pour 4 488 km. Il s'agit du quatrième Tour de France consécutif à utiliser un système de points (et non au temps) pour calculer le classement général. Comme ses prédécesseurs, les étapes et le général sont dominés par les Français, cependant, deux Italiens et un Luxembourgeois terminent dans le top dix.
Après sa victoire de 1907, Lucien Petit-Breton est le grand favori. Remportant 5 des 14 étapes et le classement général, il confirme sa victoire de 1907 et devient le premier double vainqueur du Tour de l'histoire. Si les coureurs indépendants forment encore la majorité du peloton, les équipes déjà établies depuis la première édition se livrent désormais une lutte farouche. Déjà lors de l'édition 1907, la rivalité Peugeot-Alcyon était de mise. Face à la marque de cycles sochalienne, « Alcyon », moins puissant qu'auparavant, mais aussi « Labor », qui manque encore d'expérience, proposent une opposition trop faible. L'équipe « Peugeot » place finalement quatre de ses coureurs aux quatre premières places du classement général. Pour la deuxième fois, le podium final à Paris n'est pas complètement français : le Luxembourgeois François Faber, se classe deuxième du classement général, après avoir remporté quatre étapes.

## Changements par rapport au Tour précédent

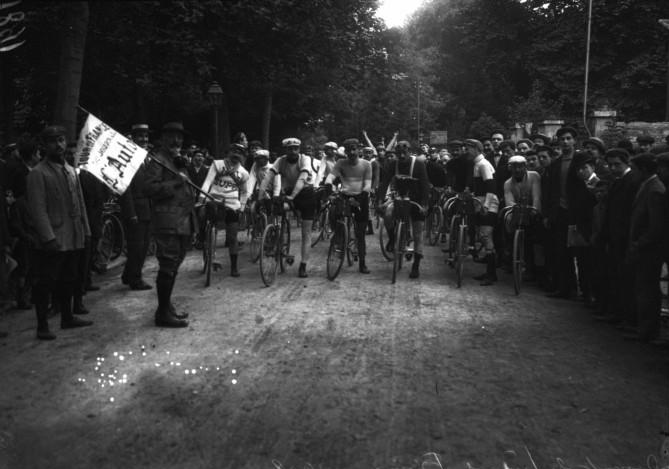
Le départ du Tour de France 1908

Cette édition du Tour de France suit quasiment le même parcours que le Tour de France 1907. Il suit les frontières de la France dans le sens des aiguilles d'une montre. La seule modification est le lieu du départ qui se fait sur le Pont de la Jatte. L'arrivée finale se juge au Parc des Princes.
Les règles sont également les mêmes : le système de points est encore utilisé à la place du système de temps pour déterminer le gagnant. Avant le départ, les dirigeants du Tour de France déclarent que toutes les mesures sont prises pour empêcher les incidents regrettables comme en 1905, et que les récalcitrants ont 90 % de chance de se faire prendre et de passer du temps en prison. Pour la première fois, certains pneus sont démontables, ce qui signifie que les 36 cyclistes en disposant peuvent réparer leur vélo plus facilement et un pneu à plat leur coûte donc moins de temps,.
Pour préserver le caractère individuel de la course, l'organisateur du Tour Henri Desgrange décide que tous les cyclistes doivent rouler sur des cadres fournis par l'organisation du Tour. Les cyclistes ne sont pas autorisés à changer de vélo, la séparation entre deux catégories différentes mises en place les années précédentes disparaît et tous les cyclistes sont classés dans la même catégorie.

## Participants
Avant le départ de la course, 162 cyclistes sont inscrits et reçoivent des dossards. 48 cyclistes ne sont pas au départ et ce sont 114 cyclistes qui s'élancent lors de la première étape. Les cyclistes sont inscrits individuellement et non en équipe; néanmoins, certains partagent le même sponsor et courent comme s'ils étaient en équipe.
Le favori est Lucien Petit-Breton, vainqueur de l'édition précédente. Il est sponsorisé par Peugeot, qui parraine également plusieurs prétendants à la victoire finale. Dans les cinq précédentes éditions du Tour de France, les cyclistes sponsorisés par Peugeot ont remporté un total de 20 étapes. De plus, Petit-Breton est un réparateur de bicyclette qualifié, ce qui est important, car les règles obligent les cyclistes à réparer leur bicyclette sans aide. La plus forte opposition est attendue des cyclistes sponsorisés par Alcyon, emmenés par Georges Passerieu et Gustave Garrigou.
Les cyclistes parrainés par Labor débutent la course avec des maillots jaunes, à l'époque, le maillot jaune pour identifier le leader de la course n'est pas encore utilisé.
Une légende urbaine raconte que l'athlète française Marie Marvingt souhaite participer au Tour de France 1908, mais se voit refuser l'autorisation au motif que la course est ouverte uniquement aux hommes. Elle aurait décidé malgré tout de courir le Tour, de manière non officielle, en prenant volontairement du retard sur les participants et serait parvenu à le finir,.

## Déroulement de la course

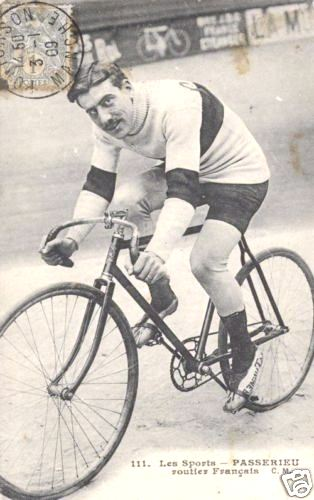
Georges Passerieu, vainqueur de la première étape.

À un moment donné, la voiture d'Henri Desgrange est tombée en panne et l'organisateur du tour a dû terminer l'étape dans une calèche tirée par des chevaux.
Dans la première étape, de Paris à Roubaix, les pavés causent de nombreux accidents et crevaisons. Elle est remportée par Georges Passerieu, tandis que Lucien Petit-Breton prend la deuxième place. 
La deuxième étape, de Roubaix à Metz, passe par l'Alsace-Lorraine, qui fait alors partie de l'Allemagne. Comme les années précédentes, des clous sont jetés sur la route. Cette étape est remportée par Lucien Petit-Breton devant Georges Passerieu. Ayant remporté une étape et terminé deuxième dans l'autre, Petit-Breton et Passerieu ont tous deux 3 points. Selon certaines sources, ils sont tous les deux leaders ex aequo après cette étape, alors que d'autres sources présentent Passerieu comme leader unique,,,.
Lors de la troisième étape, dont le départ est donné par le comte Zeppelin, après une nouvelle chute d'un membre de l'équipe Labor (Jean-Novo), le patron de Labor envoie un télégramme au directeur de l'équipe : « Après la chute de Novo et les résultats médiocres des autres coureurs, j'ai décidé d'abandonner la course. ».
Le reste du Tour est dominé par l'équipe Peugeot, qui gagne l'ensemble des étapes. Lors de cette troisième étape, Passerieu termine en 30e position, Petit-Breton finit deuxième, ce qui se traduit dès lors par un important écart au classement général,. L'étape est gagnée par François Faber.
La quatrième étape avec l'arrivée à Lyon se déroule sous une tempête de neige. Faber remporte sa deuxième étape consécutive, mais ayant terminé 49e de la deuxième étape, il ne constitue pas encore une menace pour le classement général.

Lors de la sixième étape, la Côte de Laffrey et le Col Bayard sont au programme. C'est André Pottier, le frère cadet de René Pottier, le vainqueur du Tour 1906, qui atteint les deux sommets en premier. Il ne garde pas son avance et est dépassé par Faber. Ce dernier perd la tête après s'être s'arrêté pour réparer sa bicyclette. Giovanni Gerbi récupère alors la première place. Cependant, trois kilomètres avant l'arrivée, la roue arrière de Gerbi se casse. Gerbi ne pouvant pas réparer son vélo rapidement, il marche jusqu'à l'arrivée en portant son vélo sur son dos et termine finalement à la septième place, tandis que l'étape est remportée par Jean-Baptiste Dortignacq.
La septième étape traverse la Crau, dans des conditions étouffantes. Petit-Breton apparaît comme le coureur le plus adapté à ces conditions et s'impose assez facilement. La neuvième étape, remportée par Petit-Breton, voit Faber prendre la deuxième place du classement général avec 57 points, alors que Petit-Breton occupe toujours la tête avec 18 points. Il est à ce moment quasiment assuré de la victoire finale, car les étapes restantes proposent un parcours totalement plat, qui conviennent au leader.
Il écrase la course lors de la onzième étape, lâchant tous les autres cyclistes un par un. Dans les autres étapes, les autres coureurs tentent de le battre en s'échappant à tour de rôle, mais Petit-Breton les reprend à chaque fois. Dans la treizième étape, 415 kilomètres entre Brest et Caen est remportée par Georges Passerieu après une course de plus de 16 heures. Le dernier coureur de l'étape, Louis Di Maria, termine à plus de 23 heures du vainqueur (39 h 30 contre 16 h 23),. François Faber ne pouvant plus menacer Petit-Breton, ce dernier remporte cette édition facilement. Son plus mauvais classement fut une 10e place obtenue lors de la dixième étape, à une seconde du vainqueur. À toutes les autres étapes, il se classe parmi les quatre premiers, remportant cinq étapes au total.
Après la dernière étape, un tour chronométré de 666 mètres est organisé au vélodrome du Parc des Princes à Paris. Il est remporté par Henri Cornet en 51,2 secondes. Il n'est pas considéré comme une étape officielle et n'a aucune influence sur le classement général.

## Résultats

### Les étapes
| Étape,    | Date       | Villes étapes                      |                   | Distance (km) | Vainqueur d’étape        | Leader du classement général          |
| --------- | ---------- | ---------------------------------- | ----------------- | ------------- | ------------------------ | ------------------------------------- |
| 1re étape | 13 juillet | Paris - Pont de la Jatte – Roubaix | Étape de plaine   | 272           | Georges Passerieu        | Georges Passerieu                     |
| 2e étape  | 15 juillet | Roubaix – Metz (ALL)               | Étape de plaine   | 398           | Lucien Petit-Breton      | Georges Passerieu Lucien Petit-Breton |
| 3e étape  | 17 juillet | Metz (ALL) – Belfort               | Étape de montagne | 259           | François Faber           | Lucien Petit-Breton                   |
| 4e étape  | 19 juillet | Belfort – Lyon                     | Étape de montagne | 309           | François Faber           | Lucien Petit-Breton                   |
| 5e étape  | 21 juillet | Lyon – Grenoble                    | Étape de montagne | 311           | Georges Passerieu        | Lucien Petit-Breton                   |
| 6e étape  | 23 juillet | Grenoble – Nice                    | Étape de montagne | 345           | Jean-Baptiste Dortignacq | Lucien Petit-Breton                   |
| 7e étape  | 25 juillet | Nice – Nîmes                       | Étape de plaine   | 345           | Lucien Petit-Breton      | Lucien Petit-Breton                   |
| 8e étape  | 27 juillet | Nîmes – Toulouse                   | Étape de plaine   | 303           | François Faber           | Lucien Petit-Breton                   |
| 9e étape  | 29 juillet | Toulouse – Bayonne                 | Étape de plaine   | 299           | Lucien Petit-Breton      | Lucien Petit-Breton                   |
| 10e étape | 31 juillet | Bayonne – Bordeaux                 | Étape de plaine   | 269           | Georges Paulmier         | Lucien Petit-Breton                   |
| 11e étape | 2 août     | Bordeaux – Nantes                  | Étape de plaine   | 391           | Lucien Petit-Breton      | Lucien Petit-Breton                   |
| 12e étape | 4 août     | Nantes – Brest                     | Étape de plaine   | 321           | François Faber           | Lucien Petit-Breton                   |
| 13e étape | 6 août     | Brest – Caen                       | Étape de plaine   | 415           | Georges Passerieu        | Lucien Petit-Breton                   |
| 14e étape | 9 août     | Caen – Paris - Parc des Princes    | Étape de plaine   | 251           | Lucien Petit-Breton      | Lucien Petit-Breton                   |

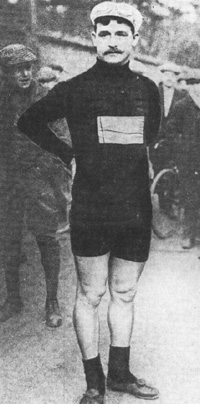
François Faber, vainqueur de quatre étapes du Tour de France 1908.

Note : en 1908, il n'y a aucune distinction entre les étapes de plaine ou de montagne ; les icônes indiquent simplement la présence ou non d'ascensions durant l'étape.

### Classement général

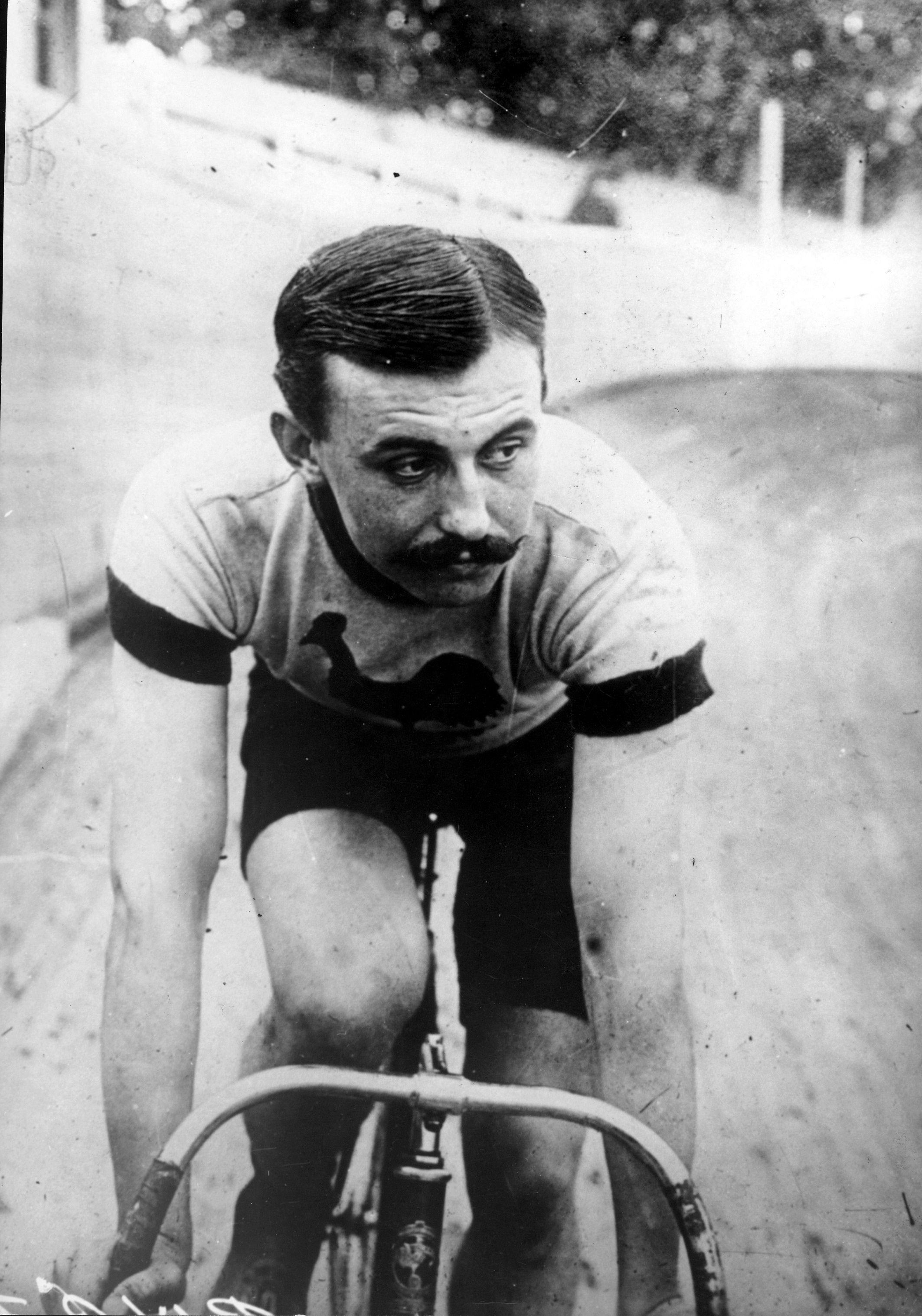
Lucien Petit-Breton, de son vrai nom Lucien Mazan, vainqueur de son deuxième Tour de France.

Le classement général est calculé aux points : à chaque étape, le vainqueur reçoit un point, le suivant deux points, etc. Après la huitième étape, alors que seulement 39 cyclistes sont encore en course, les points donnés lors des huit premières étapes sont redistribués parmi les cyclistes restants, en fonction de leurs positions dans ces étapes. Sur les 114 cyclistes au départ, 36 ont terminé. L'équipe Peugeot domine la course, non seulement leurs cyclistes ont remporté les 14 étapes, mais ils se sont également classés aux quatre premières places du classement général. Même si les cyclistes participent à la course en tant que coureurs individuels, officiellement non reliés aux sponsors, la plupart en a un.
| Classement général final | Classement général final | Classement général final | Classement général final | Classement général final |
| ------------------------ | ------------------------ | ------------------------ | ------------------------ | ------------------------ |
|                          | Coureur                  | Pays                     | Équipe                   | Point(s)                 |
| 1er                      | Lucien Petit-Breton      | France                   | Peugeot–Wolber           | 36 points                |
| 2e                       | François Faber           | Luxembourg               | Peugeot–Wolber           | 68 pts                   |
| 3e                       | Georges Passerieu        | France                   | Peugeot–Wolber           | 75 pts                   |
| 4e                       | Gustave Garrigou         | France                   | Peugeot–Wolber           | 91 pts                   |
| 5e                       | Luigi Ganna              | Italie                   | Alcyon–Dunlop            | 120 pts                  |
| 6e                       | Georges Paulmier         | France                   | Peugeot–Wolber           | 125 pts                  |
| 7e                       | Georges Fleury           | France                   | Peugeot–Wolber           | 134 pts                  |
| 8e                       | Henri Cornet             | France                   | Peugeot–Wolber           | 142 pts                  |
| 9e                       | Marcel Godivier          | France                   | Alcyon–Dunlop            | 153 pts                  |
| 10e                      | Giovanni Rossignoli      | Italie                   | Bianchi                  | 160 pts                  |
| modifier                 |                          |                          |                          |                          |

| Classement général final (places 11 à 36) | Classement général final (places 11 à 36) | Classement général final (places 11 à 36) | Classement général final (places 11 à 36) |
| Rang                                      | Coureur                                   | Sponsor                                   | Points                                    |
| ----------------------------------------- | ----------------------------------------- | ----------------------------------------- | ----------------------------------------- |
| 11                                        | Paul Duboc                                | Alcyon–Dunlop                             | 163                                       |
| 12                                        | Clemente Canepari                         | Alcyon–Dunlop                             | 183                                       |
| 13                                        | François Beaugendre                       | Peugeot–Wolber                            | 195                                       |
| 14                                        | Paul Chauvet                              | Peugeot–Wolber                            | 209                                       |
| 15                                        | Eugène Forestier                          | Peugeot–Wolber                            | 231                                       |
| 16                                        | Achille Germain                           | Alcyon–Dunlop                             | 236                                       |
| 17                                        | André Pottier                             | Peugeot–Wolber                            | 237                                       |
| 18                                        | Ernest Paul                               | Alcyon–Dunlop                             | 243                                       |
| 19                                        | Aldo Bettini (it)                         | Peugeot–Wolber                            | 243                                       |
| 20                                        | Giovanni Gerbi                            | Peugeot–Wolber                            | 246                                       |
| 21                                        | Aloïs Catteau                             | Alcyon–Dunlop                             | 272                                       |
| 22                                        | Marceau Narcy                             | Alcyon–Dunlop                             | 307                                       |
| 23                                        | Martin Soulié                             | Alcyon–Dunlop                             | 315                                       |
| 24                                        | Ferdinand Payan                           | Champeyrache                              | 317                                       |
| 25                                        | Noël Combelles                            | Alcyon–Dunlop                             | 335                                       |
| 26                                        | F. Gonzales                               | Peugeot–Wolber                            | 376                                       |
| 27                                        | Alexandre Bodinier (en)                   | Alcyon–Dunlop                             | 374                                       |
| 28                                        | Édouard Wattelier                         | Nil–Supra                                 | 388                                       |
| 29                                        | Georges Bronchard (en)                    | Peerless                                  | 397                                       |
| 30                                        | Robert Lecointe                           | Alcyon–Dunlop                             | 406                                       |
| 31                                        | Antony Wattelier (de)                     | Nil–Supra                                 | 438                                       |
| 32                                        | Éloi Guichard                             | Terrot                                    | 445                                       |
| 33                                        | Léon Rabot                                | Alcyon–Dunlop                             | 453                                       |
| 34                                        | Jean Darche                               | Biguet                                    | 469                                       |
| 35                                        | Louis Di Maria                            | –                                         | 499                                       |
| 36                                        | Henri Anthoine (en)                       | Labor                                     | 512                                       |

Si le gagnant avait été déterminé par le système de temps utilisé en 1903 et 1904, Petit-Breton aurait aussi été le vainqueur, avec Passerieu à la deuxième place, devançant Garrigou et Faber.

### Autres classements
Le deuxième François Faber remporte le classement des « pneus démontables ».
L'Auto nomme Gustave Garrigou meilleur grimpeur. Ce titre qui n'est pas officiel est le précurseur du Grand Prix de la montagne.

### Primes
Au total, 25 000 francs sont distribués. Le Tour 1908 est divisé en quatorze étapes et chaque étape à l'exception de la dernière attribuent des primes. Entre 400 et 500 francs sont octroyés pour le vainqueur de chaque étape et jusqu'à 40 francs pour le septième. Après la dernière étape, des prix sont décernés pour la position au classement général : 5000 Francs pour le gagnant, jusqu'à 100 francs pour le 25e. Tous les coureurs qui ont terminé ont reçu au moins 5 francs par jour. Le gagnant Petit-Breton gagnent 8050 Francs au total, tandis que Faber remporte 4595 francs.

## Résultats des étapes

### 1reétape
13 juillet 1908 — Paris à Roubaix
| Classement de l'étape | Classement de l'étape | Classement de l'étape | Classement de l'étape | Classement de l'étape |
|                       | Coureur               | Pays                  | Équipe                | Temps                 |
| --------------------- | --------------------- | --------------------- | --------------------- | --------------------- |
| 1er                   | Georges Passerieu     | France                | Peugeot–Wolber        | en 8 h 27 min 0 s     |
| 2e                    | Lucien Petit-Breton   | France                | Peugeot–Wolber        | + 5 min 0 s           |
| 3e                    | Ernest Paul           | France                | Alcyon–Dunlop         | + 5 min 0 s           |
| 4e                    | Luigi Ganna           | Italie                | Alcyon–Dunlop         | + 5 min 0 s           |
| 5e                    | François Faber        | Luxembourg            | Peugeot–Wolber        | + 9 min 0 s           |
| 6e                    | Eugène Forestier      | France                | Peugeot–Wolber        | + 9 min 1 s           |
| 7e                    | Henri Lignon          | France                | Alcyon–Dunlop         | + 10 min 0 s          |
| 8e                    | Eugène Platteau       | Belgique              |                       | + 11 min 0 s          |
| 9e                    | Georges Lorgeou       | France                | —                     | + 11 min 0 s          |
| 10e                   | Jean Novo             | France                | Labor                 | + 13 min 0 s          |
| modifier              |                       |                       |                       |                       |

| Classement général provisoire | Classement général provisoire | Classement général provisoire | Classement général provisoire | Classement général provisoire |
| ----------------------------- | ----------------------------- | ----------------------------- | ----------------------------- | ----------------------------- |
|                               | Coureur                       | Pays                          | Équipe                        | Point(s)                      |
| 1er                           | Georges Passerieu             | France                        | Peugeot–Wolber                | 1 point                       |
| 2e                            | Lucien Petit-Breton           | France                        | Peugeot–Wolber                | 2 pts                         |
| 3e                            | Ernest Paul                   | France                        | Alcyon–Dunlop                 | 3 pts                         |
| modifier                      |                               |                               |                               |                               |

### 2eétape
15 juillet 1908 — Roubaix à Metz
| Classement de l'étape | Classement de l'étape | Classement de l'étape | Classement de l'étape | Classement de l'étape |
|                       | Coureur               | Pays                  | Équipe                | Temps                 |
| --------------------- | --------------------- | --------------------- | --------------------- | --------------------- |
| 1er                   | Lucien Petit-Breton   | France                | Peugeot–Wolber        | en 13 h 12 min 0 s    |
| 2e                    | Georges Passerieu     | France                | Peugeot–Wolber        | + 0 s                 |
| 3e                    | Luigi Ganna           | Italie                | Alcyon–Dunlop         | + 1 min 0 s           |
| 4e                    | Georges Paulmier      | France                | Peugeot–Wolber        | + 18 min 0 s          |
| 5e                    | Gustave Garrigou      | France                | Peugeot–Wolber        | + 19 min 0 s          |
| 6e                    | Eberardo Pavesi       | Italie                | Alcyon–Dunlop         | + 30 min 0 s          |
| 7e                    | Carlo Galetti         | Italie                | Alcyon–Dunlop         | + 30 min 0 s          |
| 8e                    | Georges Fleury        | France                | Peugeot–Wolber        | + 30 min 0 s          |
| 9e                    | Charles Cruchon       | France                | La Française          | + 32 min 0 s          |
| 10e                   | Clemente Canepari     | Italie                | Alcyon–Dunlop         | + 32 min 30 s         |
| modifier              |                       |                       |                       |                       |

| Classement général provisoire | Classement général provisoire         | Classement général provisoire | Classement général provisoire | Classement général provisoire |
| ----------------------------- | ------------------------------------- | ----------------------------- | ----------------------------- | ----------------------------- |
|                               | Coureur                               | Pays                          | Équipe                        | Point(s)                      |
| 1er                           | Georges Passerieu Lucien Petit-Breton | France                        | Peugeot–Wolber                | 3 points                      |
| 3e                            | Luigi Ganna                           | Italie                        | Alcyon–Dunlop                 | 7 pts                         |
| modifier                      |                                       |                               |                               |                               |

### 3eétape
17 juillet 1908 — Metz à Belfort
| Classement de l'étape | Classement de l'étape    | Classement de l'étape | Classement de l'étape | Classement de l'étape |
|                       | Coureur                  | Pays                  | Équipe                | Temps                 |
| --------------------- | ------------------------ | --------------------- | --------------------- | --------------------- |
| 1er                   | François Faber           | Luxembourg            | Peugeot–Wolber        | en 9 h 13 min 0 s     |
| 2e                    | Lucien Petit-Breton      | France                | Peugeot–Wolber        | + 0 s                 |
| 3e                    | Gustave Garrigou         | France                | Peugeot–Wolber        | + 0 s                 |
| 4e                    | Henri Cornet             | France                | Peugeot–Wolber        | + 6 min 0 s           |
| 5e                    | Georges Paulmier         | France                | Peugeot–Wolber        | + 6 min 0 s           |
| 6e                    | Cyrille Van Hauwaert     | Belgique              | Alcyon–Dunlop         | + 6 min 0 s           |
| 7e                    | Paul Duboc               | France                | Alcyon–Dunlop         | + 6 min 0 s           |
| 8e                    | Jean-Baptiste Dortignacq | France                | Peugeot–Wolber        | + 12 min 0 s          |
| 9e                    | Giovanni Rossignoli      | Italie                | Bianchi               | + 12 min 0 s          |
| 10e                   | Clemente Canepari        | Italie                | Alcyon–Dunlop         | + 12 min 0 s          |
| modifier              |                          |                       |                       |                       |

| Classement général provisoire | Classement général provisoire | Classement général provisoire | Classement général provisoire | Classement général provisoire |
| ----------------------------- | ----------------------------- | ----------------------------- | ----------------------------- | ----------------------------- |
|                               | Coureur                       | Pays                          | Équipe                        | Point(s)                      |
| 1er                           | Lucien Petit-Breton           | France                        | Peugeot–Wolber                | 5 points                      |
| 2e                            | Luigi Ganna                   | Italie                        | Alcyon–Dunlop                 | 20 pts                        |
| 3e                            | Georges Passerieu             | France                        | Peugeot–Wolber                | 24 pts                        |
| modifier                      |                               |                               |                               |                               |

### 4eétape
19 juillet 1908 — Belfort à Lyon
| Classement de l'étape | Classement de l'étape    | Classement de l'étape | Classement de l'étape | Classement de l'étape |
|                       | Coureur                  | Pays                  | Équipe                | Temps                 |
| --------------------- | ------------------------ | --------------------- | --------------------- | --------------------- |
| 1er                   | François Faber           | Luxembourg            | Peugeot–Wolber        | en 9 h 52 min 3 s     |
| 2e                    | Gustave Garrigou         | France                | Peugeot–Wolber        | + 0 s                 |
| 3e                    | Lucien Petit-Breton      | France                | Peugeot–Wolber        | + 1 s                 |
| 4e                    | Henri Cornet             | France                | Peugeot–Wolber        | + 12 s                |
| 5e                    | Jean-Baptiste Dortignacq | France                | Peugeot–Wolber        | + 12 min 29 s         |
| 6e                    | Cyrille Van Hauwaert     | Belgique              | Alcyon–Dunlop         | + 12 min 32 s         |
| 7e                    | Luigi Ganna              | Italie                | Alcyon–Dunlop         | + 12 min 34 s         |
| 8e                    | Giovanni Rossignoli      | Italie                | Alcyon–Dunlop         | + 12 min 35 s         |
| 9e                    | Clemente Canepari        | Italie                | Alcyon–Dunlop         | + 12 min 35 s         |
| 10e                   | Georges Paulmier         | France                | Peugeot–Wolber        | + 17 min 12 s         |
| modifier              |                          |                       |                       |                       |

| Classement général provisoire | Classement général provisoire | Classement général provisoire | Classement général provisoire | Classement général provisoire |
| ----------------------------- | ----------------------------- | ----------------------------- | ----------------------------- | ----------------------------- |
|                               | Coureur                       | Pays                          | Équipe                        | Point(s)                      |
| 1er                           | Lucien Petit-Breton           | France                        | Peugeot–Wolber                | 8 points                      |
| 2e                            | Gustave Garrigou              | France                        | Peugeot–Wolber                | 26 pts                        |
| 3e                            | Luigi Ganna                   | Italie                        | Alcyon–Dunlop                 | 27 pts                        |
| modifier                      |                               |                               |                               |                               |

### 5eétape
21 juillet 1908 — Lyon à Grenoble
| Classement de l'étape | Classement de l'étape | Classement de l'étape | Classement de l'étape | Classement de l'étape |
|                       | Coureur               | Pays                  | Équipe                | Temps                 |
| --------------------- | --------------------- | --------------------- | --------------------- | --------------------- |
| 1er                   | Georges Passerieu     | France                | Peugeot–Wolber        | en 11 h 8 min 0 s     |
| 2e                    | François Faber        | Luxembourg            | Peugeot–Wolber        | + 19 min 0 s          |
| 3e                    | Lucien Petit-Breton   | France                | Peugeot–Wolber        | + 20 min 0 s          |
| 4e                    | Marcel Godivier       | France                | Alcyon–Dunlop         | + 26 min 0 s          |
| 5e                    | Luigi Ganna           | Italie                | Alcyon–Dunlop         | + 27 min 0 s          |
| 6e                    | Paul Duboc            | France                | Alcyon–Dunlop         | + 27 min 0 s          |
| 7e                    | Georges Paulmier      | France                | Peugeot–Wolber        | + 38 min 0 s          |
| 8e                    | Omer Beaugendre       | France                | Peugeot–Wolber        | + 40 min 0 s          |
| 9e                    | Luigi Chiodi          | Italie                |                       | + 40 min 0 s          |
| 10e                   | André Pottier         | France                | Peugeot–Wolber        | + 46 min 0 s          |
| modifier              |                       |                       |                       |                       |

| Classement général provisoire | Classement général provisoire | Classement général provisoire | Classement général provisoire | Classement général provisoire |
| ----------------------------- | ----------------------------- | ----------------------------- | ----------------------------- | ----------------------------- |
|                               | Coureur                       | Pays                          | Équipe                        | Point(s)                      |
| 1er                           | Lucien Petit-Breton           | France                        | Peugeot–Wolber                | 11 points                     |
| 2e                            | Luigi Ganna                   | Italie                        | Alcyon–Dunlop                 | 32 pts                        |
| 3e                            | Gustave Garrigou              | France                        | Peugeot–Wolber                | 45 pts                        |
| modifier                      |                               |                               |                               |                               |

### 6eétape
23 juillet 1908 — Grenoble à Nice
| Classement de l'étape | Classement de l'étape    | Classement de l'étape | Classement de l'étape | Classement de l'étape |
|                       | Coureur                  | Pays                  | Équipe                | Temps                 |
| --------------------- | ------------------------ | --------------------- | --------------------- | --------------------- |
| 1er                   | Jean-Baptiste Dortignacq | France                | Peugeot–Wolber        | en 12 h 12 min 0 s    |
| 2e                    | Georges Passerieu        | France                | Peugeot–Wolber        | + 0 s                 |
| 3e                    | Maurice Brocco           | France                | Peugeot–Wolber        | + 0 s                 |
| 4e                    | Lucien Petit-Breton      | France                | Peugeot–Wolber        | + 0 s                 |
| 5e                    | Gustave Garrigou         | France                | Peugeot–Wolber        | + 15 min 0 s          |
| 6e                    | Paul Chauvet             | France                | Peugeot–Wolber        | + 15 min 0 s          |
| 7e                    | Giovanni Gerbi           | Italie                | Peugeot–Wolber        | + 19 min 0 s          |
| 8e                    | François Faber           | Luxembourg            | Peugeot–Wolber        | + 26 min 0 s          |
| 9e                    | Georges Paulmier         | France                | Peugeot–Wolber        | + 36 min 0 s          |
| 10e                   | Georges Fleury           | France                | Peugeot–Wolber        | + 36 min 0 s          |
| modifier              |                          |                       |                       |                       |

| Classement général provisoire | Classement général provisoire | Classement général provisoire | Classement général provisoire | Classement général provisoire |
| ----------------------------- | ----------------------------- | ----------------------------- | ----------------------------- | ----------------------------- |
|                               | Coureur                       | Pays                          | Équipe                        | Point(s)                      |
| 1er                           | Lucien Petit-Breton           | France                        | Peugeot–Wolber                | 15 points                     |
| 2e                            | Luigi Ganna                   | Italie                        | Alcyon–Dunlop                 | 46 pts                        |
| 3e                            | Georges Passerieu             | France                        | Peugeot–Wolber                | 47 pts                        |
| modifier                      |                               |                               |                               |                               |

### 7eétape
25 juillet 1908 — Nice à Nîmes
| Classement de l'étape | Classement de l'étape | Classement de l'étape | Classement de l'étape | Classement de l'étape |
|                       | Coureur               | Pays                  | Équipe                | Temps                 |
| --------------------- | --------------------- | --------------------- | --------------------- | --------------------- |
| 1er                   | Lucien Petit-Breton   | France                | Peugeot–Wolber        | en 12 h 5 min 0 s     |
| 2e                    | Giovanni Gerbi        | Italie                | Peugeot–Wolber        | + 0 s                 |
| 3e                    | Luigi Ganna           | Italie                | Alcyon–Dunlop         | + 10 min 0 s          |
| 4e                    | Marcel Godivier       | France                | Alcyon–Dunlop         | + 10 min 0 s          |
| 5e                    | Clemente Canepari     | Italie                | Alcyon–Dunlop         | + 16 min 0 s          |
| 6e                    | Gustave Garrigou      | France                | Peugeot–Wolber        | + 38 min 0 s          |
| 7e                    | Henri Cornet          | France                | Peugeot–Wolber        | + 38 min 0 s          |
| 8e                    | Maurice Brocco        | France                | Peugeot–Wolber        | + 38 min 0 s          |
| 9e                    | Aldo Bettini (it)     | Italie                | Peugeot–Wolber        | + 38 min 0 s          |
| 10e                   | Eugène Forestier      | France                | Peugeot–Wolber        | + 39 min 0 s          |
| modifier              |                       |                       |                       |                       |

| Classement général provisoire | Classement général provisoire | Classement général provisoire | Classement général provisoire | Classement général provisoire |
| ----------------------------- | ----------------------------- | ----------------------------- | ----------------------------- | ----------------------------- |
|                               | Coureur                       | Pays                          | Équipe                        | Point(s)                      |
| 1er                           | Lucien Petit-Breton           | France                        | Peugeot–Wolber                | 16 points                     |
| 2e                            | Luigi Ganna                   | Italie                        | Alcyon–Dunlop                 | 49 pts                        |
| 3e                            | Gustave Garrigou              | France                        | Peugeot–Wolber                | 56 pts                        |
| modifier                      |                               |                               |                               |                               |

### 8eétape
27 juillet 1908 — Nîmes à Toulouse
Le classement général est recalculé en prenant en compte uniquement les résultats des coureurs encore en lice à l'issue de la 8e étape.
| Classement de l'étape | Classement de l'étape | Classement de l'étape | Classement de l'étape | Classement de l'étape |
|                       | Coureur               | Pays                  | Équipe                | Temps                 |
| --------------------- | --------------------- | --------------------- | --------------------- | --------------------- |
| 1er                   | François Faber        | Luxembourg            | Peugeot–Wolber        | en 11 h 8 min 0 s     |
| 2e                    | Lucien Petit-Breton   | France                | Peugeot–Wolber        | + 0 s                 |
| 3e                    | Georges Passerieu     | France                | Peugeot–Wolber        | + 0 s                 |
| 4e                    | Paul Duboc            | France                | Alcyon–Dunlop         | + 0 s                 |
| 5e                    | Aldo Bettini (it)     | Italie                | Peugeot–Wolber        | + 0 s                 |
| 6e                    | Marcel Godivier       | France                | Alcyon–Dunlop         | + 1 s                 |
| 7e                    | Henri Cornet          | France                | Peugeot–Wolber        | + 1 s                 |
| 8e                    | Georges Fleury        | France                | Peugeot–Wolber        | + 1 s                 |
| 9e                    | Gustave Garrigou      | France                | Peugeot–Wolber        | + 8 min 0 s           |
| 10e                   | Omer Beaugendre       | France                | Peugeot–Wolber        | + 8 min 0 s           |
| modifier              |                       |                       |                       |                       |

| Classement général provisoire | Classement général provisoire | Classement général provisoire | Classement général provisoire | Classement général provisoire |
| ----------------------------- | ----------------------------- | ----------------------------- | ----------------------------- | ----------------------------- |
|                               | Coureur                       | Pays                          | Équipe                        | Point(s)                      |
| 1er                           | Lucien Petit-Breton           | France                        | Peugeot–Wolber                | 17 points                     |
| 2e                            | Georges Passerieu             | France                        | Peugeot–Wolber                | 48 pts                        |
| 3e                            | François Faber                | Luxembourg                    | Peugeot–Wolber                | 52 pts                        |
| modifier                      |                               |                               |                               |                               |

### 9eétape
29 juillet 1908 — Toulouse à Bayonne
| Classement de l'étape | Classement de l'étape | Classement de l'étape | Classement de l'étape | Classement de l'étape |
|                       | Coureur               | Pays                  | Équipe                | Temps                 |
| --------------------- | --------------------- | --------------------- | --------------------- | --------------------- |
| 1er                   | Lucien Petit-Breton   | France                | Peugeot–Wolber        | en 10 h 7 min 0 s     |
| 2e                    | Giovanni Rossignoli   | Italie                | Bianchi               | + 0 s                 |
| 3e                    | Gustave Garrigou      | France                | Peugeot–Wolber        | + 0 s                 |
| 4e                    | Henri Cornet          | France                | Peugeot–Wolber        | + 0 s                 |
| 5e                    | François Faber        | Luxembourg            | Peugeot–Wolber        | + 4 min 0 s           |
| 6e                    | Georges Passerieu     | France                | Peugeot–Wolber        | + 21 min 0 s          |
| 7e                    | Georges Fleury        | France                | Peugeot–Wolber        | + 21 min 0 s          |
| 8e                    | Georges Paulmier      | France                | Peugeot–Wolber        | + 1 h 8 min 0 s       |
| 9e                    | Luigi Ganna           | Italie                | Alcyon–Dunlop         | + 1 h 8 min 0 s       |
| 10e                   | Paul Chauvet          | France                | Peugeot–Wolber        | + 1 h 11 min 0 s      |
| modifier              |                       |                       |                       |                       |

| Classement général provisoire | Classement général provisoire | Classement général provisoire | Classement général provisoire | Classement général provisoire |
| ----------------------------- | ----------------------------- | ----------------------------- | ----------------------------- | ----------------------------- |
|                               | Coureur                       | Pays                          | Équipe                        | Point(s)                      |
| 1er                           | Lucien Petit-Breton           | France                        | Peugeot–Wolber                | 18 points                     |
| 2e                            | François Faber                | Luxembourg                    | Peugeot–Wolber                | 57 pts                        |
| 3e                            | Gustave Garrigou              | France                        | Peugeot–Wolber                | 58 pts                        |
| modifier                      |                               |                               |                               |                               |

### 10eétape
31 juillet 1908 — Bayonne à Bordeaux
| Classement de l'étape | Classement de l'étape | Classement de l'étape | Classement de l'étape | Classement de l'étape |
|                       | Coureur               | Pays                  | Équipe                | Temps                 |
| --------------------- | --------------------- | --------------------- | --------------------- | --------------------- |
| 1er                   | Georges Paulmier      | France                | Peugeot–Wolber        | en 8 h 25 min 0 s     |
| 2e                    | Georges Passerieu     | France                | Peugeot–Wolber        | + 0 s                 |
| 3e                    | François Faber        | Luxembourg            | Peugeot–Wolber        | + 0 s                 |
| 4e                    | Gustave Garrigou      | France                | Peugeot–Wolber        | + 0 s                 |
| 5e                    | Marcel Godivier       | France                | Alcyon–Dunlop         | + 0 s                 |
| 6e                    | Georges Fleury        | France                | Peugeot–Wolber        | + 1 s                 |
| 7e                    | Omer Beaugendre       | France                | Peugeot–Wolber        | + 1 s                 |
| 8e                    | Achille Germain       | France                | Alcyon–Dunlop         | + 1 s                 |
| 9e                    | Paul Duboc            | France                | Alcyon–Dunlop         | + 1 s                 |
| 10e                   | Lucien Petit-Breton   | France                | Peugeot–Wolber        | + 1 s                 |
| modifier              |                       |                       |                       |                       |

| Classement général provisoire | Classement général provisoire | Classement général provisoire | Classement général provisoire | Classement général provisoire |
| ----------------------------- | ----------------------------- | ----------------------------- | ----------------------------- | ----------------------------- |
|                               | Coureur                       | Pays                          | Équipe                        | Point(s)                      |
| 1er                           | Lucien Petit-Breton           | France                        | Peugeot–Wolber                | 28 points                     |
| 2e                            | François Faber                | Luxembourg                    | Peugeot–Wolber                | 60 pts                        |
| 3e                            | Georges Passerieu             | France                        | Peugeot–Wolber                | 61 pts                        |
| modifier                      |                               |                               |                               |                               |

### 11eétape
2 août 1908 — Bordeaux à Nantes
| Classement de l'étape | Classement de l'étape | Classement de l'étape | Classement de l'étape | Classement de l'étape |
|                       | Coureur               | Pays                  | Équipe                | Temps                 |
| --------------------- | --------------------- | --------------------- | --------------------- | --------------------- |
| 1er                   | Lucien Petit-Breton   | France                | Peugeot–Wolber        | en 14 h 5 min 0 s     |
| 2e                    | Georges Passerieu     | France                | Peugeot–Wolber        | + 12 min 0 s          |
| 3e                    | François Faber        | Luxembourg            | Peugeot–Wolber        | + 12 min 0 s          |
| 4e                    | Georges Paulmier      | France                | Peugeot–Wolber        | + 12 min 0 s          |
| 5e                    | Giovanni Gerbi        | Italie                | Peugeot–Wolber        | + 12 min 0 s          |
| 6e                    | Clemente Canepari     | Italie                | Alcyon–Dunlop         | + 39 min 0 s          |
| 7e                    | Gustave Garrigou      | France                | Peugeot–Wolber        | + 47 min 0 s          |
| 8e                    | Henri Cornet          | France                | Peugeot–Wolber        | + 47 min 0 s          |
| 9e                    | Georges Fleury        | France                | Peugeot–Wolber        | + 47 min 0 s          |
| 10e                   | Omer Beaugendre       | France                | Peugeot–Wolber        | + 47 min 0 s          |
| modifier              |                       |                       |                       |                       |

| Classement général provisoire | Classement général provisoire | Classement général provisoire | Classement général provisoire | Classement général provisoire |
| ----------------------------- | ----------------------------- | ----------------------------- | ----------------------------- | ----------------------------- |
|                               | Coureur                       | Pays                          | Équipe                        | Point(s)                      |
| 1er                           | Lucien Petit-Breton           | France                        | Peugeot–Wolber                | 29 points                     |
| 2e                            | François Faber                | Luxembourg                    | Peugeot–Wolber                | 63 pts                        |
| 3e                            | Georges Passerieu             | France                        | Peugeot–Wolber                | 63 pts                        |
| modifier                      |                               |                               |                               |                               |

### 12eétape
4 août 1908 — Nantes à Brest
| Classement de l'étape | Classement de l'étape | Classement de l'étape | Classement de l'étape | Classement de l'étape |
|                       | Coureur               | Pays                  | Équipe                | Temps                 |
| --------------------- | --------------------- | --------------------- | --------------------- | --------------------- |
| 1er                   | François Faber        | Luxembourg            | Peugeot–Wolber        | en 11 h 8 min 0 s     |
| 2e                    | Gustave Garrigou      | France                | Peugeot–Wolber        | + 0 s                 |
| 3e                    | Lucien Petit-Breton   | France                | Peugeot–Wolber        | + 0 s                 |
| 4e                    | Giovanni Rossignoli   | Italie                | Bianchi               | + 0 s                 |
| 5e                    | Georges Fleury        | France                | Peugeot–Wolber        | + 1 s                 |
| 6e                    | Georges Passerieu     | France                | Peugeot–Wolber        | + 36 min 0 s          |
| 7e                    | Luigi Ganna           | Italie                | Alcyon–Dunlop         | + 36 min 0 s          |
| 8e                    | Henri Cornet          | France                | Peugeot–Wolber        | + 45 min 0 s          |
| 9e                    | Ernest Paul           | France                | Alcyon–Dunlop         | + 45 min 0 s          |
| 10e                   | Paul Chauvet          | France                | Peugeot–Wolber        | + 49 min 0 s          |
| modifier              |                       |                       |                       |                       |

| Classement général provisoire | Classement général provisoire | Classement général provisoire | Classement général provisoire | Classement général provisoire |
| ----------------------------- | ----------------------------- | ----------------------------- | ----------------------------- | ----------------------------- |
|                               | Coureur                       | Pays                          | Équipe                        | Point(s)                      |
| 1er                           | Lucien Petit-Breton           | France                        | Peugeot–Wolber                | 32 points                     |
| 2e                            | François Faber                | Luxembourg                    | Peugeot–Wolber                | 64 pts                        |
| 3e                            | Georges Passerieu             | France                        | Peugeot–Wolber                | 69 pts                        |
| modifier                      |                               |                               |                               |                               |

### 13eétape
6 août 1908 — Brest à Caen
| Classement de l'étape | Classement de l'étape | Classement de l'étape | Classement de l'étape | Classement de l'étape |
|                       | Coureur               | Pays                  | Équipe                | Temps                 |
| --------------------- | --------------------- | --------------------- | --------------------- | --------------------- |
| 1er                   | Georges Passerieu     | France                | Peugeot–Wolber        | en 16 h 23 min 0 s    |
| 2e                    | François Faber        | Luxembourg            | Peugeot–Wolber        | + 0 s                 |
| 3e                    | Lucien Petit-Breton   | France                | Peugeot–Wolber        | + 0 s                 |
| 4e                    | Georges Fleury        | France                | Peugeot–Wolber        | + 8 min 0 s           |
| 5e                    | Giovanni Rossignoli   | Italie                | Bianchi               | + 15 min 0 s          |
| 6e                    | Paul Duboc            | France                | Alcyon–Dunlop         | + 15 min 0 s          |
| 7e                    | Luigi Ganna           | Italie                | Alcyon–Dunlop         | + 1 h 4 min 0 s       |
| 8e                    | Clemente Canepari     | Italie                | Alcyon–Dunlop         | + 1 h 4 min 0 s       |
| 9e                    | Marcel Godivier       | France                | Alcyon–Dunlop         | + 1 h 4 min 0 s       |
| 10e                   | Gustave Garrigou      | France                | Peugeot–Wolber        | + 1 h 53 min 0 s      |
| modifier              |                       |                       |                       |                       |

| Classement général provisoire | Classement général provisoire | Classement général provisoire | Classement général provisoire | Classement général provisoire |
| ----------------------------- | ----------------------------- | ----------------------------- | ----------------------------- | ----------------------------- |
|                               | Coureur                       | Pays                          | Équipe                        | Point(s)                      |
| 1er                           | Lucien Petit-Breton           | France                        | Peugeot–Wolber                | 35 points                     |
| 2e                            | François Faber                | Luxembourg                    | Peugeot–Wolber                | 66 pts                        |
| 3e                            | Georges Passerieu             | France                        | Peugeot–Wolber                | 70 pts                        |
| modifier                      |                               |                               |                               |                               |

### 14eétape
9 août 1908 — Caen à Paris
| Classement de l'étape | Classement de l'étape | Classement de l'étape | Classement de l'étape | Classement de l'étape |
|                       | Coureur               | Pays                  | Équipe                | Temps                 |
| --------------------- | --------------------- | --------------------- | --------------------- | --------------------- |
| 1er                   | Lucien Petit-Breton   | France                | Peugeot–Wolber        | en 8 h 41 min 18 s    |
| 2e                    | François Faber        | Luxembourg            | Peugeot–Wolber        | + 0 s                 |
| 3e                    | Henri Cornet          | France                | Peugeot–Wolber        | + 58 s                |
| 4e                    | Omer Beaugendre       | France                | Peugeot–Wolber        | + 58 s                |
| 5e                    | Georges Passerieu     | France                | Peugeot–Wolber        | + 11 min 26 s         |
| 6e                    | Georges Paulmier      | France                | Peugeot–Wolber        | + 13 min 30 s         |
| 7e                    | Paul Duboc            | France                | Alcyon–Dunlop         | + 13 min 30 s         |
| 8e                    | Eugène Forestier      | France                | Peugeot–Wolber        | + 13 min 30 s         |
| 9e                    | Georges Fleury        | France                | Peugeot–Wolber        | + 19 min 1 s          |
| 10e                   | Gustave Garrigou      | France                | Peugeot–Wolber        | + 19 min 1 s          |
| modifier              |                       |                       |                       |                       |

| Classement général final | Classement général final | Classement général final | Classement général final | Classement général final |
| ------------------------ | ------------------------ | ------------------------ | ------------------------ | ------------------------ |
|                          | Coureur                  | Pays                     | Équipe                   | Point(s)                 |
| 1er                      | Lucien Petit-Breton      | France                   | Peugeot–Wolber           | 36 points                |
| 2e                       | François Faber           | Luxembourg               | Peugeot–Wolber           | 68 pts                   |
| 3e                       | Georges Passerieu        | France                   | Peugeot–Wolber           | 75 pts                   |
| modifier                 |                          |                          |                          |                          |

## Liste des participants
Le tableau ci-dessous liste les coureurs inscrits.
| Légende | Légende                                                                    | Légende | Légende                                                    |
| ------- | -------------------------------------------------------------------------- | ------- | ---------------------------------------------------------- |
| Num     | Dossard de départ porté par le coureur sur ce Tour                         | Pos     | Position à l'arrivée de la course                          |
|         | Indique un maillot de champion national ou mondial, suivi de sa spécialité | NP      | Indique un coureur qui n'a pas pris le départ de la course |
| AB      | Indique un coureur qui n'a pas terminé la course                           | HD      | Indique un coureur qui a terminé la course hors des délais |

|     |                                |      |
| --- | ------------------------------ | ---- |
| Num | Coureur                        | Pos  |
| 1   | Édouard Wattelier (FRA)        | 28e  |
| 2   | Lucien Petit-Breton            | 1er  |
| 3   | Gustave Garrigou (FRA)         | 4e   |
| 4   | Émile Georget (FRA)            | AB-2 |
| 5   | Georges Passerieu (FRA)        | 3e   |
| 6   | Maurice Brocco (FRA)           | AB-9 |
| 7   | Henri Cornet (FRA)             | 8e   |
| 8   | Jean-Baptiste Dortignacq (FRA) | AB-8 |
| 9   | Georges Paulmier (FRA)         | 6e   |
| 10  | Omer Beaugendre (FRA)          | 13e  |
| 11  | Christophe Laurent (FRA)       | NP-4 |
| 12  | François Aucouturier (FRA)     | NP-3 |
| 13  | Georges Fleury (FRA)           | 7e   |
| 14  | Charles Prevost (FRA)          | NP-1 |
| 15  | Émile Castel (FRA)             | NP-1 |
| 16  | Pierre Privat (FRA)            | AB-4 |
| 17  | Marcel Berthet (FRA)           | AB-4 |
| 18  | Reginald Shirley (GBR)         | NP-1 |
| 19  | Constant Ménager (FRA)         | AB-4 |
| 20  | Jean Novo (FRA)                | AB-3 |
| 21  | René Fleury (FRA)              | AB-4 |
| 22  | Léon Rusch (FRA)               | NP-1 |
| 23  | Hubert Baert (FRA)             | AB-6 |
| 24  | Alzir Vivier (FRA)             | AB-5 |
| 25  | Armand Roume (FRA)             | AB-7 |
| 26  | Léon Winant (FRA)              | AB-3 |
| 27  | Marcel Robert (FRA)            | AB-4 |
| 28  | Marcel Dozol (FRA)             | AB-4 |
| 29  | Albert Chartier (FRA)          | AB-7 |
| 30  | Pierre Desvages (FRA)          | AB-2 |
| 31  | Prosper Rau (FRA)              | AB-1 |
| 32  | Armand Perin (FRA)             | NP-4 |
| 33  | Louis Trousselier (FRA)        | NP-2 |
| 34  | Cyrille Van Hauwaert (BEL)     | AB-6 |
| 35  | Augustin Ringeval (FRA)        | AB-4 |
| 36  | Henri Lignon (FRA)             | AB-5 |
| 37  | André Pottier (FRA)            | 17e  |
| 38  | François Lafourcade (FRA)      | AB-4 |
| 39  | Marcel Godivier (FRA)          | 9e   |
| 40  | Paul Duboc (FRA)               | 11e  |
| 41  | Antoine Lombret (FRA)          | AB-4 |
| 42  | Martin Soulie (FRA)            | 23e  |
| 43  | Vincent Dhulst (FRA)           | NP-1 |
| 44  | Eugène Platteau (BEL)          | AB-4 |
| 45  | Aloïs Catteau (BEL)            | 21e  |
| 46  | Anton Jaeck (SUI)              | NP-1 |
| 47  | Jules Masselis (BEL)           | AB-3 |
| 48  | Alfred Le Bars (FRA)           | NP-1 |
| 49  | Paul Boillat (SUI)             | AB-5 |
| 50  | Eugène Forestier (FRA)         | 15e  |
| 51  | Léon Leygoutte (FRA)           | NP-1 |
| 52  | Noël Combelles (FRA)           | 25e  |
| 53  | Henri Pépin (FRA)              | NP-1 |
| 54  | Marceau Narcy (FRA)            | 22e  |

|     |                          |       |
| --- | ------------------------ | ----- |
| Num | Coureur                  | Pos   |
| 55  | Marcaillou (FRA)         | NP-1  |
| 56  | Georges Bamonde (FRA)    | AB-11 |
| 57  | Carlos Lahire (FRA)      | NP-1  |
| 58  | Sigmar Rettich (FRA)     | NP-1  |
| 59  | Alexandre Bodinier (BEL) | 27e   |
| 60  | Émile Castel (FRA)       | NP-1  |
| 61  | Jules Chabas (FRA)       | NP-6  |
| 62  | Marius Terrasse (FRA)    | NP-1  |
| 63  | Fernand Huillier (FRA)   | AB-3  |
| 64  | Ferdinand Payan (FRA)    | 24e   |
| 65  | Marcel Lequatre (SUI)    | AB-4  |
| 66  | Moïse Fugère (FRA)       | AB-5  |
| 67  | Albert Lagarnier (FRA)   | AB-7  |
| 68  | Léon Rabot (FRA)         | 33e   |
| 69  | Paul Dunan (FRA)         | AB-4  |
| 70  | René Salais (FRA)        | AB-1  |
| 71  | Ernest Bleuzat (FRA)     | NP-1  |
| 72  | Robert Lecointe (FRA)    | 30e   |
| 73  | Robert Coulon (FRA)      | NP-1  |
| 74  | Giuseppe Bonfanti (ITA)  | NP-2  |
| 75  | Adolphe Gallin (FRA)     | NP-1  |
| 76  | Léon Lambert (FRA)       | NP-1  |
| 77  | Achille Germain (FRA)    | 16e   |
| 78  | Pierre Poinet (FRA)      | AB-2  |
| 79  | Jules Schwitzgubel (SUI) | NP-1  |
| 80  | Albert Geraud (FRA)      | NP-1  |
| 81  | Philippe Pautrat (FRA)   | AB-3  |
| 82  | F. Gonzales (ESP)        | 26e   |
| 83  | Octave Noël (FRA)        | NP-1  |
| 85  | Giovanni Gerbi (ITA)     | 20e   |
| 86  | François Faber (LUX)     | 2e    |
| 87  | Georges Lorgeou (FRA)    | AB-5  |
| 88  | Paul Chauvet (FRA)       | 14e   |
| 89  | Ernest Chollet (FRA)     | NP-1  |
| 90  | Louis Gardent (FRA)      | AB-8  |
| 91  | Auguste Cousin (FRA)     | NP-1  |
| 92  | Georges Woiron (FRA)     | AB-4  |
| 93  | Ernest Woiron (FRA)      | NP-4  |
| 94  | Louis Bertanza (FRA)     | AB-4  |
| 95  | Aldo Bettini (ITA)       | 19e   |
| 96  | Albert Dupont (FRA)      | AB-4  |
| 97  | Frans Verstraeten (BEL)  | NP-1  |
| 98  | Abel De Voghelaere (BEL) | NP-1  |
| 99  | Ernest Paul (FRA)        | 18e   |
| 100 | Raymond Lacot (FRA)      | AB-4  |
| 101 | Carlo Galetti (ITA)      | AB-4  |
| 102 | Celodinio Morini (ITA)   | NP-1  |
| 103 | Louis Di Maria (FRA)     | 35e   |
| 104 | Maurice Pardon (FRA)     | AB-4  |
| 105 | Georges Bronchard (FRA)  | 29e   |
| 106 | Léon Georget (FRA)       | AB-4  |
| 107 | Julien Maitron (FRA)     | AB-4  |
| 108 | André Carre (FRA)        | AB-4  |
| 109 | Louis Porini (FRA)       | NP-1  |

|     |                            |      |
| --- | -------------------------- | ---- |
| Num | Coureur                    | Pos  |
| 110 | André Sevestre (FRA)       | AB-3 |
| 111 | Charles Cruchon (FRA)      | AB-6 |
| 112 | Riccardo Maffei (ITA)      | NP-1 |
| 113 | Léon Girault (FRA)         | AB-3 |
| 114 | Ernest Goujon (FRA)        | AB-2 |
| 115 | Alexandre Gilles (FRA)     | AB-2 |
| 116 | Firmin Court (FRA)         | AB-1 |
| 117 | François Aucouturier (FRA) | NP-3 |
| 118 | Jean Darche (FRA)          | 34e  |
| 119 | Charles Lajus (FRA)        | NP-1 |
| 120 | Gaston Dagorneau (FRA)     | AB-1 |
| 121 | Lucien Colin (FRA)         | NP-1 |
| 122 | François Poussel (FRA)     | NP-1 |
| 123 | Louis Lavalette (FRA)      | NP-1 |
| 124 | Edmond Masson (FRA)        | AB-1 |
| 125 | Luigi Chiodi (ITA)         | AB-6 |
| 126 | Ernest Haillote (FRA)      | AB-3 |
| 127 | Léon Mapin (FRA)           | NP-1 |
| 128 | Georges Devilly (FRA)      | NP-1 |
| 129 | Emile Carlier (FRA)        | NP-1 |
| 130 | Jules Deloffre (FRA)       | AB-4 |
| 131 | Emile Reux (FRA)           | NP-1 |
| 132 | Pierre Proy (FRA)          | NP-1 |
| 133 | Nourrisson (FRA)           | NP-1 |
| 134 | Alfred Quenon (FRA)        | AB-4 |
| 135 | Luigi Ganna (ITA)          | 5e   |
| 136 | Eberardo Pavesi (ITA)      | AB-4 |
| 137 | Ange Varalde (FRA)         | AB-6 |
| 138 | Henri Severin (FRA)        | AB-1 |
| 139 | Hubert Serriere (FRA)      | NP-2 |
| 140 | Eloi Guichard (FRA)        | 32e  |
| 141 | Guido Rabajoli (ITA)       | NP-1 |
| 142 | Henri Anthoine (FRA)       | 36e  |
| 143 | Jean Perreard (FRA)        | AB-9 |
| 144 | Maurice Pellerin (FRA)     | AB-4 |
| 145 | Auguste Denizot (FRA)      | NP-1 |
| 146 | Giovanni Rossignoli (ITA)  | 10e  |
| 147 | Angelo Ben (FRA)           | AB-5 |
| 148 | Louis Bertrand (FRA)       | AB-1 |
| 149 | Joseph Chanteperdrix (FRA) | AB-1 |
| 150 | Alphonse Charpiot (FRA)    | NP-8 |
| 151 | Ferdinand Lafourcade (FRA) | NP-1 |
| 152 | Giovanni Cuniolo (ITA)     | AB-3 |
| 153 | E. Strabe (GER)            | NP-1 |
| 154 | R. Rudiger (GER)           | NP-1 |
| 155 | Wedi von Natzmer (GER)     | NP-1 |
| 156 | A. Landon (FRA)            | AB-1 |
| 157 | Clemente Canepari (ITA)    | 12e  |
| 158 | Marcel Allain (FRA)        | NP-1 |
| 159 | Marius Cibrario (FRA)      | NP-1 |
| 160 | Georges Ryon (FRA)         | NP-1 |
| 161 | Franz Dülberg (GER)        | AB-4 |
| 162 | Antony Wattelier (FRA)     | 31e  |

## Retombées
Lucien Petit-Breton devient le premier cycliste à remporter deux Tours de France. Il écrit un livre sur sa vie, Comment je cours sur route,. Celui-ci devient un succès, et il commence à s'occuper d'une chronique sur le vélo pour les journaux. Lors du Tour de France 1909, Petit-Breton ne participe pas en tant que coureur, mais en tant que chroniqueur.